# 피에스키가

피에스키 가문의 문장

피에스키 가문(Fieschi)은 벨몬테 공작 피에스키 라바스키에리 (Fieschi Ravaschieri)의 후손들인 이탈리아 제노바 출신의 귀족 상인 가문이다. 피에스키 가문은 중세시대 이탈리아의 구엘프 (친교황 세력) 정치 세력에서 엄청난 영향력을 과시했었다. 그들은 시칠리아의 앙주 가의 왕들과도 견주어졌다. 나중에는 프랑스의 왕들과도 관계를 두게 되었다. 피에스키 가문은 교황 두 명과 추기경 72명을 배출해내기도 했다.
그들은 신성 로마 제국 황제 밑에서 라바냐의 영지를 보유했다. 라바냐의 백작으로서 피에스키 가문은 11세기 초부터 리구리아 서부 지대에 신성 로마 황제를 대신했다. 1010년에 피에스키 가문은 제노바에서 터전을 얻게 됐다: 가문은 라바냐 백작과 토스카나 전체와 제노바 해안가 지역에 대한 황제 대리 장군 (i.e. Viceroys)에 임명됐다. 1004년부터 이탈리아의 왕이자 1014년부터 신성 로마 제국의 황제, 오토 왕조의 마지막 인물인 하인리히 2세는 다음과 같이 말하며 임명했다 "Ordiniamo il predominato Fieschi vicario generale di essa città con ampio potere." ('우리는 이 도시 국가의 황제 대리 장군으로서 뛰어난 피에스키 가문을 임명한다.').
호엔슈타우펜가, 룩셈부르크 가문 그리고 나중에 합스부르크 가문 등의 황제를 배출해낸 황가들도 차례로 피에스키 가문의 백작을 팔츠 백작 수준으로 받아들였다.
피에스키 가의 남자들— 그들 모두 라바냐 백작으로 칭해짐—은 구엘프 정치 세력으로서 중세 제노바의 정부 조직과 군사 역사에서 중요한 역할을 했으며, 공화국과 분쟁을 하기도 했고 언제나 그들의 자리를 유지하였다.
1138년에 피에스키 가문과 제노바 지역 사회는 피에스키 가문가 제노바에서 활동할 수 있도록 합의를 했다. 그들은 무역과 금융 활동으로 많은 부를 축적했고, 나중에는 여러 분파로 나뉘어 활동했다. 리구리아에서 떨어져, 그들은 피에몬테, 롬바르디아, 움브리아, 나폴리 왕국에서도 영지를 지녔다.
오피초 백작의 막내 동생인 시니발도 피에스키는 1243년 콘클라베에서 교황 인노첸시오 4세로서 선출됐다. 또다른 조카는 안티오키아의 총대주교 오피초가 됐고 또다른 이는 1276년의 교황 세 명 중 한 명인 교황 하드리아노 5세로서 선출됐다.
1547년 피에스키 음모 때, 조반니 루이지 피에스키와 다른 귀족들은 안드레아 도리아에게서 도제 자리를 되찾으려 했지만 실패했고, 피에스키 가문은 와해되고 만다.

## 유명 가문 출신 인물
- 시니발도 (Sinibaldo) - 교황 인노첸시오 4세로 선출
- 오토부오노 (Ottobuono) - 교황 아드리아노 5세로 선출
- 오피초 피에스키 - 안토오키아 라틴 총대주교
- 니콜로 피에스키
- 카테리나 피에스키 아도르노 (Caterina Fieschi Adorno, 1447년–1510년) - 제노바의 성 카테리나로 시복됨
- 조반니 루이지 피에스키 (1522–1547)
- 제1대 벨본테 공작 돈 오라초 조반 바티스타 라바스키에리 피에스키 (d. 1645)
- 주세페 피에스키 (1790–1836)

## 같이 보기
- 제노바 공화국
- 구엘프와 기벨린
- 피에스키 편지
- 실러의 희곡 《피에스코》
- 베르디의 오페라 《시모네 보카네그라》